# 666 (album Kata)
666 – drugi album zespołu muzycznego Kat, polska wersja językowa wydanego wcześniej anglojęzycznego albumu Metal and Hell.
Wydawnictwo zajęło 8. miejsce w plebiscycie „najlepsza płyta w historii polskiego metalu” przeprowadzonym przez czasopismo Machina.
W 2015 roku album został ponownie zarejestrowany przez zespół Kat & Roman Kostrzewski.

## Lista utworów
Opracowano na podstawie materiału źródłowego.
| 1986 | 1986                    | 1986              | 1986   | 1986    |
| Nr   | Tytuł utworu            | Słowa             | Muzyka | Długość |
| ---- | ----------------------- | ----------------- | ------ | ------- |
| 1.   | „Metal i piekło”        | Roman Kostrzewski | Kat    | 2:43    |
| 2.   | „Diabelski dom cz. I”   | Roman Kostrzewski | Kat    | 4:46    |
| 3.   | „Morderca”              | Roman Kostrzewski | Kat    | 3:15    |
| 4.   | „Masz mnie wampirze”    | Roman Kostrzewski | Kat    | 3:11    |
| 5.   | „Czas zemsty”           | Roman Kostrzewski | Kat    | 4:47    |
| 6.   | „Noce Szatana”          | Robert Lor        | Kat    | 3:32    |
| 7.   | „Diabelski dom cz. III” | Roman Kostrzewski | Kat    | 3:41    |
| 8.   | „Wyrocznia”             | Roman Kostrzewski | Kat    | 3:42    |
| 9.   | „Czarne zastępy”        | Roman Kostrzewski | Kat    | 3:26    |
| 10.  | „666”                   | Roman Kostrzewski | Kat    | 3:30    |
|      |                         |                   |        | 36:33   |

| 2015 | 2015                    | 2015    |
| Nr   | Tytuł utworu            | Długość |
| ---- | ----------------------- | ------- |
| 1.   | „Metal i piekło”        | 2:58    |
| 2.   | „Diabelski dom cz. I”   | 5:12    |
| 3.   | „Morderca”              | 3:34    |
| 4.   | „Masz mnie wampirze”    | 4:13    |
| 5.   | „Czas zemsty”           | 5:56    |
| 6.   | „Noce Szatana”          | 4:03    |
| 7.   | „Diabelski dom cz. III” | 4:41    |
| 8.   | „Wyrocznia”             | 5:28    |
| 9.   | „666”                   | 4:05    |
| 10.  | „Czarne zastępy”        | 4:08    |
|      |                         | 44:18   |

## Twórcy
Opracowano na podstawie materiału źródłowego.
| 1986 - Roman Kostrzewski – wokal prowadzący - Piotr Luczyk – gitara - Wojciech Mrowiec – gitara - Tomasz Jaguś – gitara basowa - Ireneusz Loth – perkusja - Jos Kloek – realizacja nagrań - Krzysztof Domaszczyński – organizacja nagrań - Andrzej Solecki, Halina Jarczyk, Piotr Brzeziński – asystenci realizatora nagrań - Andrzej Brzezicki – oprawa graficzna - Robert Król – zdjęcia |  | 2015 - Roman Kostrzewski – wokal prowadzący - Piotr Radecki – gitara - Krzysztof Pistelok – gitara - Michał Laksa – gitara basowa - Ireneusz Loth – perkusja - Marcin Szwajcer – realizacja nagrań - Jacek Miłaszewski – miksowanie - Łukasz Pach – oprawa graficzna |